# Snooker-Saison 1977/78
Die Snooker-Saison 1977/78 war eine Reihe von Snookerturnieren, die der Snooker Main Tour angehörten. Sie begann am 18. August 1977 und endete Anfang Juni 1978. Es gab 39 Profispieler.

## Turniere
Während der Saison wurden 13 Turniere ausgetragen.
| Datum                             | Turnier                              | Austragungsort | Sieger         | Finalgegner    | Ergebnis |
| --------------------------------- | ------------------------------------ | -------------- | -------------- | -------------- | -------- |
| 27. August bis 5. September 1977  | Canadian Open                        | Toronto        | Alex Higgins   | John Spencer   | 17:14    |
| 1. bis 30. September 1977         | Australian Professional Championship | Melbourne      | Eddie Charlton | Paddy Morgan   | 25:21    |
| 25. und 26. September 1977        | Welsh Professional Championship      | Caerphilly     | Ray Reardon    | Doug Mountjoy  | 12:8     |
| 26. November bis 3. Dezember 1977 | UK Championship                      | Blackpool      | Patsy Fagan    | Doug Mountjoy  | 12:9     |
| 21. Dezember 1977                 | Dry Blackthorn Cup                   | London         | Patsy Fagan    | Alex Higgins   | 4:2      |
| 2. bis 4. Februar 1978            | Irish Professional Championship      | Belfast        | Alex Higgins   | Dennis Taylor  | 21:7     |
| 6. bis 10. Februar 1978           | Masters                              | London         | Alex Higgins   | Cliff Thorburn | 7:5      |
| 8. bis 10. März 1978              | Irish Masters                        | Kill           | John Spencer   | Doug Mountjoy  | 5:3      |
| 13. bis 15. April 1978            | Irish Professional Championship      | Belfast        | Alex Higgins   | Patsy Fagan    | 21:13    |
| 17. bis 29. April 1978            | Snookerweltmeisterschaft             | Sheffield      | Ray Reardon    | Perrie Mans    | 25:18    |
| 29. April bis 6. Mai 1978         | Pontins Professional                 | Prestatyn      | Ray Reardon    | John Spencer   | 7:2      |
| 1. bis 21. Mai 1978               | Pot Black                            | Birmingham     | Doug Mountjoy  | Graham Miles   | 2:1      |
| Ende Mai bis 1. Juni 1978         | Golden Masters                       | Newtownards    | Doug Mountjoy  | Ray Reardon    | 4:2      |

## Weltrangliste
Die Weltrangliste 1978 wurde aus den Ergebnissen der letzten drei Snookerweltmeisterschaften (1976, 1977 und 1978) errechnet und galt als Setliste für die Snookerweltmeisterschaft 1979.
| Position | Name            | Veränderung |
| -------- | --------------- | ----------- |
| 1        | Ray Reardon     | ▬           |
| 2        | John Spencer    | ▲ 6         |
| 3        | Eddie Charlton  | ▬           |
| 4        | Dennis Taylor   | ▲ 5         |
| 5        | Alex Higgins    | ▼ 3         |
| 6        | Cliff Thorburn  | ▲ 7         |
| 7        | John Pulman     | ▲ 8         |
| 8        | Graham Miles    | ▼ 3         |
| 9        | Fred Davis      | ▼ 5         |
| 10       | Perrie Mans     | ▼ 3         |
| 11       | Rex Williams    | ▼ 5         |
| 12       | David Taylor    | ▲ 4         |
| 13       | Gary Owen       | ▼ 3         |
| 14       | Doug Mountjoy   | NEU         |
| 15       | Jim Meadowcroft | ▼ 3         |
| 16       | John Dunning    | ▼ 5         |
| 17       | Bill Werbeniuk  | ▼ 3         |
| 18       | John Virgo      | NEU         |
| 19       | Patsy Fagan     | NEU         |
| 20       | Willie Thorne   | NEU         |
| 21       | Ian Anderson    | ▼ 2         |
| 22       | Warren Simpson  | ▼ 2         |
| 23       | Marcus Owen     | ▼ 6         |
| 24       | Bernard Bennett | ▼ 6         |
| 25       | Paddy Morgan    | NEU         |